# Ms. Marvel
Ms. Marvel ist der Name mehrerer weiblicher Superhelden, die seit 1977 von Marvel Comics erfunden wurden, und Hauptfiguren in der gleichnamigen Comicserie Ms. Marvel sowie anderen Marvel-Veröffentlichungen darstellen.

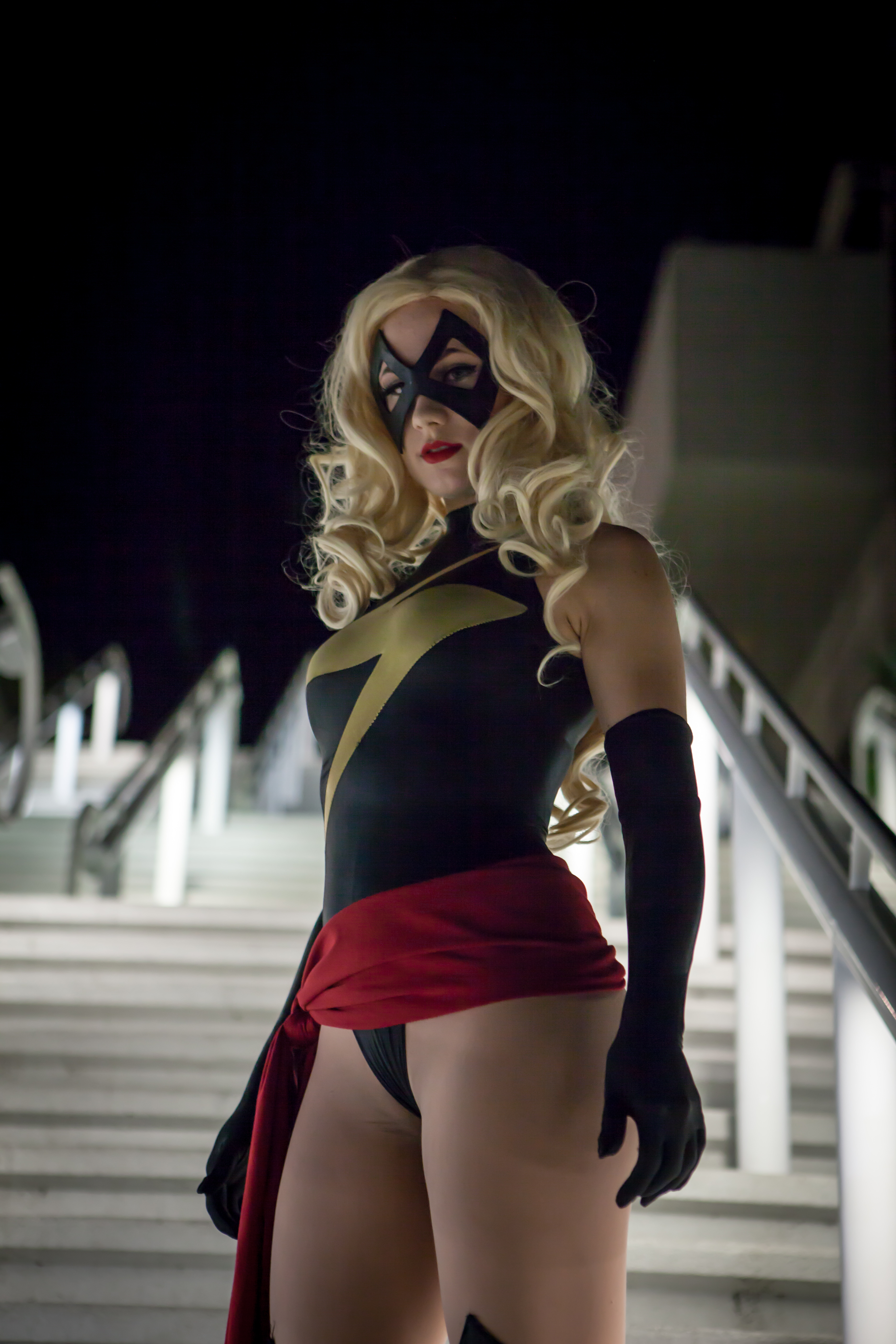
Cosplayerin von Carol Danvers als Ms. Marvel

## Beschreibung

### Carol Danvers
Im Jahre 1977 feierte die erste Ms. Marvel, Carol Danvers, ihr Debüt in Ms. Marvel #1. Danvers wurde von Autor Gerry Conway als Überlebende eines Alien-Unfalls dargestellt, deren Körper mit mächtigem Kree-Erbgut verschmolzen und seitdem superstark und fast unverwundbar war, fliegen und Energiestrahlen verschießen konnte. Sowohl ihr rot-schwarzes Kostüm als auch ihre Kräfte waren eine Hommage an Captain Marvel, in dessen Serie Danvers eine Nebenfigur gewesen war. Kennzeichnend war der feministische Charakter der Serie: Anstelle des damals üblichen „Miss Marvel“ (dt.: „Fräulein Marvel“) war die Serie Ms. Marvel (dt.: „Frau Marvel“) genannt worden, was damals durchaus politische Brisanz enthielt, und Danvers wurde als starke, unabhängige Frau dargestellt, die in ihrer Zivilidentität für gleichen Lohn für Frauen kämpfte. 1980 sorgte Ms. Marvel für einen Skandal, da in einer Story von Autor David Michelinie (Avengers #200) Ms. Marvel von einem zeitreisenden Schurken namens Marcus Immortus hypnotisiert, dann geschwängert wurde und ein Kind gebar, das der Zeitreisende selbst war. Dieser Date Rape, der im Comic von den Rächern als Kavaliersdelikt abgetan wird, wurde später u. a. von Marvel-Autor Chris Claremont als „dämlich“ bezeichnet. Claremont verfasste 1981 eine Story mit Ms. Marvel (Avengers Annual #10), wo er sie die Rächer als „Feiglinge und Heuchler“ beschimpfen ließ. Der damalige Marvel-Chefredakteur Jim Shooter distanzierte sich später von Avengers #200 und übernahm die Verantwortung, diese „Travestie“ zugelassen zu haben. Im Gegenzug wurde Avengers Annual #10 2012 von IGN zu einer der 25 größten Rächer-Stories aller Zeiten ernannt, da „Claremont eine Figur rehabilitierte, der durch furchtbare Autoren fast vernichtet worden war“.
Claremont porträtierte Ms. Marvel in den Folgejahren als gequälte Superheldin, da er nacheinander die Superschurkinnen Mystique bzw. Rogue (die damals noch kriminell war) ihren Geliebten Michael töten bzw. ihre Kräfte rauben ließ. Die traumatisierte Danvers legte zeitweise ihre Identität als Ms. Marvel und sogar ihre Menschlichkeit ab, als sie zu Binary wurde, einem Wesen aus purer Energie. So wurde Mitte der 1980er-Jahre Sharon Ventura die neue Ms. Marvel, setzte sich aber nicht durch. Während Ventura sich den Fantastischen Vier anschloss, wurde Danvers in den 1990er-Jahren wieder ein Mensch mit dem Codenamen Warbird, aber verfiel zeitweise der Alkoholkrankheit. In den 2000er-Jahren wurden die Rächer zeitweilig durch Schurken ersetzt, so dass die Superschurkinnen Karla Sofen bzw. Deidre Wentworth die neuen Ms. Marvel wurden, bis Danvers sich 2010 den Titel zurückholte.

### Kamala Khan
Im Jahre 2012 debütierte Carol Danvers als die neue Captain Marvel, und ihren Platz als Ms. Marvel übernahm 2014 eine 16-jährige pakistanisch-amerikanische Muslima namens Kamala Khan. Die Prämisse von Autorin G. Willow Wilson war, dass Kamala ein großer Carol-Danvers-Fan ist und sich wünscht, „so stark und schön zu sein“ wie sie, sich aber im Alltag gegen eine „konservative Gluckenmutter, einen ehrgeizigen Vater und einen überfrommen Bruder“ durchsetzen muss. Wilsons Geschichten wurden so positiv aufgenommen, dass Ms. Marvel 2015 den Hugo Award gewann und für den Eisner Award nominiert wurde.

## Auszeichnungen
- Hugo Award (2015) in der Kategorie Best Graphic Story für Ms. Marvel Volume 1: No Normal (Autor: G. Willow Wilson; Zeichner: Adrian Alphona und Jake Wyatt)
  - Nominierung für den Eisner Award (2015) (Autor: G. Willow Wilson; Zeichner: Adrian Alphona und Jake Wyatt)

## Verfilmung
Am 8. Juni 2022 veröffentlichte Marvel eine Serie über die Heldin Ms. Marvel auf dem Streamingdienst Disney+. Die Titelrolle spielt die Schauspielerin Iman Vellani.